# Knake
Knake, även lundaknake och lunnaknake, är en knackwurstliknande korv som tillverkas i Lund av Holmgrens charkuterifabrik. En variant började tillverkas på tidigt 1900-tal, men den etablerades på 1960-talet då den blev populär bland byggarbetarna som byggde lasarettet i Lund. Den är av tradition förknippad med byggnadsarbetare och industriarbetare, som äter den tidigt på morgonen någon gång i veckan efter ett gemensamt inköp, men har senare plockats upp av studenter och akademiker på Lunds universitet.

## Historik
Holmgrens charkuterifabrik grundades 1898 och tidigt tillverkades en knackwurstliknande korv, som de kallade knake. Tillverkningen skedde då på Tomegatan i Lund, och korven såldes från en vagn på torget. På 1960-talet fick de en ny chefscharkuterist som finjusterade knaken med en hemlig kryddning och köttrikare korv. Knake är varumäkesskyddat, registreringsnummer 137886, sedan 1972. Knaken blev populär bland byggnadsarbetarna på lasarettet och de tog med sig traditionen att köpa korvarna direkt från fabriken och äta till frukost. Traditionen spreds till industrierna i Lund och Skåne, och det påstås att en ny chef på Åkerlund & Rausing i Lund försökte stoppa korvätandet vid maskinerna. Han fick snabbt dra tillbaka sitt beslut efter hot om strejk. Att äta lundaknake har sedan letat sig in på högtidligare tillfällen som 50-årskalas och avtackningar, samt äts på universitetsfester och som "nattamat". Traditionen på arbetsplatser bjuder att korven äts bäst så färsk som möjligt, helst inte omvärmd och utan andra tillbehör än ett smörgåspapper att hålla den i, möjligen med senap. Den köps också för att äta senare, även stekt eller grillad, och med mer traditionella tillbehör som mos, bröd eller ägg.
Försäljningen har alltid skett direkt från fabriken, vilket varit en stor del av traditionen, och i perioder har korven bara tillagats någon eller några nätter i veckan. Knaken levereras också till några butiker, som Widerbergs och till Lunds saluhall, där Holmgrens haft butik sedan saluhallens öppnande 1908. Den serveras vid lokala idrottsevenemang, som Lugis hemmamatcher och vid matfestivaler. När Hans Alfredson, som var bördig från Skåne, var skansenchef såldes Lundaknake på Skansen i Stockholm. Lundaknake finns även att köpa fryst i charken på Ica Maxi i Hässleholm.[källa behövs]

## Lundamelle
År 2003 lämnade några medarbetare vid Holmgrens fabriken och startade konkurrenten Lundachark. De introducerade omedelbart varianten "Lundamelle" som en direkt konkurrent till knaken. De kände till kryddreceptet, men menar att de aktivt har valt att göra en annorlunda korv som ska tävla om samma segment, och har hittat en plats på marknaden.